# Charlotte (Iowa)
Charlotte ist eine Kleinstadt (mit dem Status „City“) im Clinton County im Osten des US-amerikanischen Bundesstaates Iowa. Das U.S. Census Bureau hat bei der Volkszählung 2020 eine Einwohnerzahl von 389 ermittelt.

## Geografie
Charlotte, das Zentrum der Waterford Township, liegt auf 41°57′36″ nördlicher Breite und 90°27′54″ westlicher Länge und erstreckt sich über 1,49 km². Der Ort liegt rund 25 km westlich des Mississippi, der die Grenze zu Illinois bildet. Die Grenze zu Wisconsin verläuft rund 75 km nördlich.
Benachbarte Orte von Charlotte sind Delmar (14,7 km nordwestlich), Spragueville (18,7 km nordnordöstlich), Preston (17,2 km nordöstlich), Goose Lake (7,3 km östlich), DeWitt (20,3 km südsüdwestlich) und Welton (16,5 km südwestlich).
Die nächstgelegenen größeren Städte sind Dubuque (74,5 km nördlich), Rockford in Illinois (154 km ostnordöstlich), die Quad Cities (58,8 km südlich) und Cedar Rapids (123 km westlich).

## Verkehr
Durch das Zentrum von Charlotte führt in West-Ost-Richtung der Iowa Highway 136. Alle weiteren Straßen sind untergeordnete teils unbefestigte Fahrwege sowie innerörtliche Straßen.
Die nächstgelegenen Flugplätze sind der 30,3 km nordwestlich gelegene Maquoketa Municipal Airport und der 28 km südöstlich gelegene Clinton Municipal Airport; der nächstgelegene größere Flughafen ist der 71,4 km südlich gelegene Quad City International Airport.

## Demografische Daten
Nach der Volkszählung im Jahr 2010 lebten in Charlotte 394 Menschen in 156 Haushalten. Die Bevölkerungsdichte betrug 264,4 Einwohner pro Quadratkilometer. In den 156 Haushalten lebten statistisch je 2,53 Personen.
Ethnisch betrachtet setzte sich die Bevölkerung zusammen aus 87,8 Prozent Weißen, 0,8 Prozent Afroamerikanern, 2,0 Prozent Asiaten sowie 9,4 Prozent aus anderen ethnischen Gruppen. Unabhängig von der ethnischen Zugehörigkeit waren 11,7 Prozent der Bevölkerung spanischer oder lateinamerikanischer Abstammung.
29,2 Prozent der Bevölkerung waren unter 18 Jahre alt, 56,6 Prozent waren zwischen 18 und 64 und 14,2 Prozent waren 65 Jahre oder älter. 51,8 Prozent der Bevölkerung war weiblich.

Das mittlere jährliche Einkommen eines Haushalts lag bei 39.479 USD. Das Pro-Kopf-Einkommen betrug 19.178 USD. 11,1 Prozent der Einwohner lebten unterhalb der Armutsgrenze.